# Skovbrandene i Portugal 2017
Skovbrandene i Portugal 2017 var en serie af, oprindelig 4, skovbrande, der startede i det centrale Portugal om eftermiddagen den 17. juni 2017, og resulterede i 66 døde og 204 sårede. Størstedelen af dødsfaldene skete i Pedrógão Grande, hvor branden bredte sig over en vej, der var fyldt med folk på flugt i deres biler. De portugisiske myndigheder indsatte mere end 1.700 brandfolk i en landsdækkende forsøg på at få brandene under kontrol, og den portugisiske premierminister António Costa tre dages landesorg.